# سلمان بن خالد
سلمان بن خالد بن فارس بن داري العتيبي هو شاعر قطري كانت بداياته من خلال البرنامج الإذاعي «فيض المشاعر» الذي يبثّ عبر إذاعة صوت الخليج القطرية، ويقدمه الإذاعي عادل عبد الله ويسعى لاكتشاف المواهب في العديد من المجالات في شتى أنحاء منطقة الخليج العربي، صدر ديوانه الشعري الأول عام 2017، ومن المنتظر أن يصدر ديوانه الشعري الثاني بالتزامن مع معرض الدوحة الدولي للكتاب.

## أعماله ومؤلفاته
كتب الشاعر سلمان بن خالد الكثير من القصائد التي تتسم بالطابع الرومانسي، والتي نشرت في عدد من مواقع شبكة الإنترنت والمجلات المطبوعة، كما كتب كلمات العديد من الأغاني الخليجية مثل أغنية «ولا تزعل» التي غناها المطرب القطري سعود جاسم عام 2018، وصدر له حتى الآن ديوان شعريّ وحيد هو:
- كلوس (شعر): صدر عام 2017 عن دار كلمات للنشر والتوزيع بالدوحة.[5]

### أشهر قصائده
- مااعتقد اني بحبك علطول
- أنت في ايدي امينة
- يا وجودي على الماضي
- الخوف
- يارب خذني قبله
- كانها الفرقا ترى بتصير منا
- لو اني صحيح احب نفسي

### أغاني من كلماته
| أسم الاغنية   | الشاعر        | المغني           | الملحن           | تاريخ الاصدار |
| ------------- | ------------- | ---------------- | ---------------- | ------------- |
| ولا تزعل      | سلمان بن خالد | سعود جاسم        | سعود جاسم        | 2018          |
| الأمير المفدى | سلمان بن خالد |                  | سلمان بن خالد    | 2019          |
| وتمشي         | سلمان بن خالد | عبدالعزيز المعنى | سلمان بن خالد    | 2022          |
| لأنك أنت      | سلمان بن خالد | عبدالقادر الأحمد | عبدالقادر الأحمد | 2023          |

## المسابقات
شارك الشاعر سلمان خالد عام 2020 في فعالية ديوان الأدعم التي أقامتها وزارة الثقافة والرياضة القطرية، وبتنظيم كل من مركز قطر للفعاليات الثقافية والتراثية، ومركز قطر للشعر.